# Cupido elongata
Cupido elongata är en fjärilsart som beskrevs av Andreas Kiefer 1938. Cupido elongata ingår i släktet Cupido och familjen juvelvingar. Inga underarter finns listade i Catalogue of Life.